# Euphorbia matabelensis
Euphorbia matabelensis là một loài thực vật có hoa trong họ Đại kích. Loài này được Pax mô tả khoa học đầu tiên năm 1900 publ. 1901.

## Hình ảnh

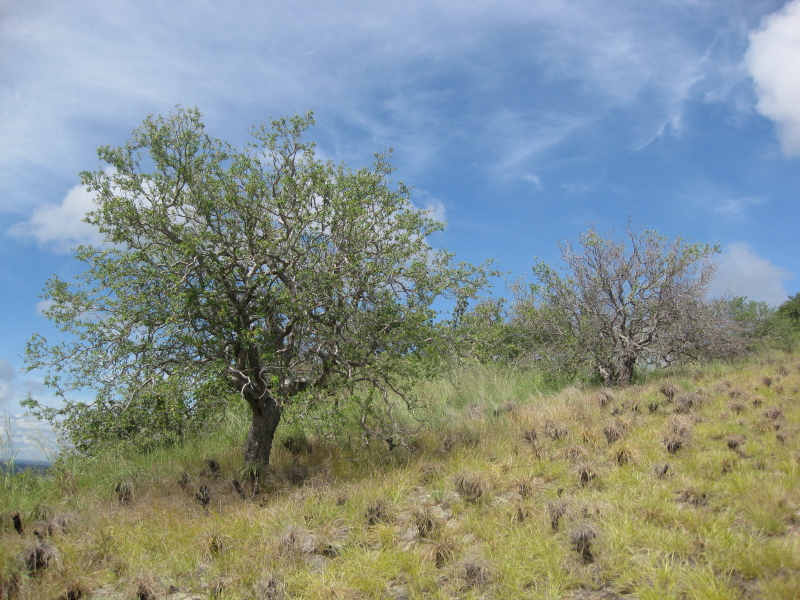